# Fala telegráfica
Fala telegráfica é uma característica das primeiras frases das crianças, na qual tudo o que não é crucial é omitido (em termos de palavras), como em um telegrama. Também conhecida como fala elíptica ou fala reduzida.
Também pode ser identificadas em sujeitos com afasia, que sofreram Acidente Vascular Cerebral ou lesão cerebral ou com agramatismo porém tem diferenças significativas da linguagem usada no telegrama pois nem sempre segue a ordem Sujeito-Verbo-Objeto nem é planejada com antecedência antes das palavras desnecessárias serem cortadas.  É uma linguagem que segue uma lógica subjetiva peculiar, com predomínio de subtantivos e vária de acordo com o idioma.